# El Porvenir, La Reforma
El Porvenir är en ort i Mexiko.   Den ligger i kommunen La Reforma och delstaten Oaxaca, i den sydöstra delen av landet, 300 km söder om huvudstaden Mexico City. El Porvenir ligger 1 350 meter över havet och antalet invånare är 459.
Terrängen runt El Porvenir är lite bergig. Runt El Porvenir är det glesbefolkat, med 10 invånare per kvadratkilometer. Närmaste större samhälle är Santa María Zacatepec, 16,9 km väster om El Porvenir. I omgivningarna runt El Porvenir växer i huvudsak städsegrön lövskog.